# Gauteit
Gauteit ist ein hellgraues Ganggestein, das seiner Zusammensetzung nach einem Trachyandesit entspricht. Einsprenglinge von Kalifeldspat sind dabei in einer feinkörnigen Matrix aus Plagioklas (Andesin bis Labradorit), Sodalith und dunklen Mineralen wie Biotit, Amphibol oder Klinopyroxen eingebettet. Typische akzessorische Bestandteile sind Zirkon, Apatit und Magnetit. Der Name leitet sich vom tschechischen Weiler Gaute (heute Kouty, bei Těchlovice nad Labem) her, wo dieses Gestein zuerst gefunden und 1899 von Josef Emanuel Hibsch beschrieben wurde. Zahlreiche Gauteit-Gänge finden sich in der Umgebung des känozoischen Vulkanzentrums von Rostoky (Gemeinde Povrly, Tschechische Republik).
Nach der Klassifikation von LeMaitre entspricht Gauteit einer porphyrischen Variante von Syenit, in der Einzelkristalle (Phänokristen, heute meist engl. phenocrysts) von Hornblende, Pyroxen, Plagioklas und manchmal Biotit in eine feinkristalline Grundmasse aus Alkalifeldspat eingesprengt sind. Manchmal kommt auch das Mineral Analcim vor.
Das Vorkommen von Rostoky wurde von einer Arbeitsgruppe tschechischer Geologen 2014 neu bearbeitet. Nach ihrer Interpretation ist der „Gauteit“ von Hibsch ein Lokalname für ein zu den Lamprophyren gehörendes Gestein und charakterisiert einen relativ differenzierten, kieselsäurereicheren Abkömmling, der in schmalen, die Intrusion durchschlagenden Gängen zusammen mit anderen Lamprophyren auftritt. Übergänge bestehen zum Camptonit. Das Gestein wird von ihnen, einer Klassifikation des australischen Geologen Nicholas M.S. Rock folgend, als eine mafische Variante von „Maenit(e)“ bezeichnet. Die dazugehörige felsische Variante wurde lokal „Bostonit(e)“ genannt.